# Servizio informazioni elenco abbonati
Un servizio di informazioni abbonati, in Italia, è una numerazione specializzata nel fornire informazioni sugli abbonati al servizio telefonico che hanno scelto di comparire nella banca dati unica.

## Storia
Per la maggior parte della storia della telefonia in Italia l'informazione sugli abbonati al telefono è stata assicurata dal servizio 12 di SIP, poi sostituito dal 412 di Telecom Italia. A seguito delle direttive dell'Unione europea, miranti alla liberalizzazione dei servizi monopolistici, dal 1º ottobre 2005, con la delibera 15/04/CIR e le successive integrazioni, il servizio 12 è stato chiuso, come tra l'altro è successo agli altri gestori ex-monopolisti in Europa.

## Servizi offerti
Le numerazioni che svolgono il servizio possono iniziare per 12 o per 892. La differenza tra le due diverse numerazioni, è principalmente, nel fatto che i numeri inizianti con 892 sono numerazioni a sovrapprezzo che possono essere utilizzati anche per fornire altre informazioni a valore aggiunto, come ad esempio info meteo, traffico, cinema, farmacie, ed altro. In ogni caso, come riporta il sito dell'AGCOM, i servizi devono permettere di conoscere:
- il numero del cliente a partire dal nominativo;
- il nominativo dell'utente a partire dal numero;
- ogni altra informazione contenuta nell'elenco o comunque connessa a tali informazioni;
- l'informazione che il numero o il nominativo non possono essere forniti in quanto resi indisponibili dal cliente;
- il servizio di completamento della chiamata.

## Tariffe
Per le chiamate da rete fissa, l'autorità ha fissato dei massimali di prezzo pari ad euro 1,20 al minuto, ai quali si aggiungono fino a 30 centesimi di scatto alla risposta. Per i numeri a tariffazione forfettaria, il massimo è di 1,50 euro.

## Numerazioni
I principali numeri effettuanti il servizio sono i seguenti:
| Numero (sito)                                              | Società                               | Descrizione |
| ---------------------------------------------------------- | ------------------------------------- | --- |
| 1240                                                       | SEAT PagineGialle S.p.A.              | |
| 1244 Archiviato il 10 marzo 2008 in Internet Archive.      | 1244 Srl                              | Il Servizio offerto dalla società "1244 Srl" con sede in Roma, fornisce: il numero di telefono di privati, imprese o enti ufficiali, telefoni di qualsiasi servizio d'urgenza, informazioni su ristoranti ed hotel, compresi dati su categorie, servizi, specialità e programmazione dei cinema e recensione dei film trasmessi.                   |
| 1248                                                       | 1888 Servicio Consulta Telefonica Spa | |
| 1250                                                       | Conduit Enterprises                   | |
| 1254                                                       | Telecom Italia Spa                    | È il numero ufficiale del gruppo Telecom Italia. Sono disponibili i servizi con operatore nazionale, internazionale o senza operatore con risponditore automatico. Oltre ai servizi infoabbonati, fornisce informazioni su farmacie, Cinema e musei.                                                                                               |
| 1255                                                       | Wind Telecomunicazioni Spa            | |
| 1280                                                       | Giary Group Sud S.r.l.                | |
| 1288                                                       | SEAT PagineGialle S.p.A.              | |
| 1290                                                       | Vodafone Italia Spa                   | |
| 1299                                                       | ES Enhanced services company Srl      | |
| 892000                                                     | Vodafone Italia Spa                   | |
| 892412 Archiviato il 29 dicembre 2007 in Internet Archive. | Telecom Italia Spa                    | |
| 892001                                                     | Deram Srl                             | |
| 892200                                                     | Deram Srl                             | |
| 892222                                                     | Eimifri                               | |
| 892400                                                     | Telegate Italia Srl                   | |
| 892422                                                     | Giary Group Sud Srl                   | |
| 892424                                                     | Seat Pagine Gialle Spa                | La SEAT è stata la prima società ad offrire un servizio di consultazione telefonica in Italia e per un certo periodo è stata fusa con il gruppo Telecom Italia. L'operatore, oltre a fornire il servizio di ricerca numero abbonati, permette inoltre di ottenere informazioni su: traffico, meteo, farmacie di turno, viaggi e soccorso stradale. |
| 892500                                                     | Pagine Italia Spa                     | |
| 892298                                                     | H3G Spa                               | Il servizio 3 Cerca per Te offerto da H3G Spa oltre a fornire il servizio di ricerca numero abbonati, permette inoltre di ottenere informazioni su: farmacie, cinema (programmazioni cinematografiche e informazioni sulle sale), previsioni meteo, alberghi, agriturismi, camping, bed&breakfast, ristoranti & pizzerie.                          |
| 892892                                                     | Il Numero Italia Srl                  | La società Il Numero Italia fa parte del gruppo inglese InfoNXX. Oltre a fornire i servizi di consultazione, dà anche informazioni su meteo, negozi, concerti ed eventi, ristoranti, traffico, voli, treni e percorsi. |